# وشفرو (ها الیف آتول)
وشفرو (ها الیف آتول) (به لاتین: Vashafaru (Haa Alif Atoll)) یک جزیره در مالدیو است.

## خصوصیات
وشفرو ۴۷۱ نفر جمعیت دارد.